# Coteaux du Lizon
Coteaux du Lizon ist eine Gemeinde im französischen Département Jura in der Region Bourgogne-Franche-Comté. Sie gehört dort zum Coteaux du Lizon im Arrondissement Saint-Claude. 
Sie entstand als Commune nouvelle mit Wirkung vom 1. Januar 2017, indem die bisherigen Gemeinden Cuttura und Saint-Lupicin durch ein Dekret vom 4. Juli 2016 zusammengelegt und in Communes deleguées umgewandelt wurden. Letztere ist der Hauptort (Chef-lieu). 

## Gemeindegliederung
| Ortsteil                        | ehemaliger INSEE-Code | Fläche (km²) | Höhenlage (m) | Einwohnerzahl (2016) | Dichte (Einw. je km²) | Kantonszugehörigkeit |
| ------------------------------- | --------------------- | ------------ | ------------- | -------------------- | --------------------- | -------------------- |
| Cuttura                         | 39186                 | 5,95         | 479–900       | 0324                 | 054,5                 | Saint-Claude         |
| Saint-Lupicin (Verwaltungssitz) | 39491                 | 9,54         | 410–915       | 2066                 | 216,6                 | Saint-Lupicin00      |

## Geographie
Coteaux du Lizon grenzt im Nordwesten an Moirans-en-Montagne, im Norden an Ravilloles, im Nordosten an Saint-Claude, im Osten an Avignon-lès-Saint-Claude, im Südosten an Ponthoux, im Süden an Lavans-lès-Saint-Claude und im Südwesten an Villards-d’Héria.